# Coenosia perspicua
Coenosia perspicua är en tvåvingeart som beskrevs av Huckett 1934. Coenosia perspicua ingår i släktet Coenosia och familjen husflugor.
Artens utbredningsområde är Montana. Inga underarter finns listade i Catalogue of Life.